# ستيف تايلور
ستيف تايلور (بالإنجليزية: Steve Taylor)‏ (18 أكتوبر 1955 في المملكة المتحدة - ) هو مدرب كرة قدم ولاعب كرة قدم بريطاني في مركز الهجوم. لعب مع أولدهام أثلتيك وبريستون نورث إيند وبورت فايل وبولتون واندررز وستوكبورت كونتي ونادي بيرنلي ونادي روتشديل ونادي لوتون تاون وويغان أتلتيك وMossley A.F.C. ‏ ونادي مانسفيلد تاون.

## وصلات خارجية
- ستيف تايلور على موقع قاعدة بيانات كرة القدم.إي يو (الإنجليزية)
- ستيف تايلور على موقع قاعدة بيانات كرة القدم.إي يو (الإنجليزية)